# Integral

Integral. Revistă de sinteză modernă a fost o revistă literară avangardistă.
Revista, care a apărut între martie 1925 și iulie 1928, a fost tipărită la București (unde a fost editată de Filip Brunea-Fox, Ilarie Voronca, M.H. Maxy și Ion Călugăru) și Paris (unde a fost editată de Benjamin Fondane și Hans Mattis-Teutsch).
A fost reprezentativă pentru așa-numitul integralism, al cărui manifest a fost publicat încă din primul număr al revistei. Printre autorii cuprinși în paginile revistei se numără Ilarie Voronca, Stephan Roll, Benjamin Fondane, Tristan Tzara, Filippo Tommaso Marinetti, etc.
Revista era scrisă preponderent în limba română, cu excepția câtorva articole în franceză și germană. Numărul iunie-iulie 1927 a fost editat bilingv, în română și franceză.
Printre colaboratorii revistei se numără oameni de litere ca J.M. Daniel, Barbu Florian (și sub pseudonimul Menalque), Armand Pascal, Alexis Nour, iar prin reproduceri sunt prezenți artiștii Maxy, Irina Codreanu,  Corneliu Michăilescu, Iosif Iser, Camil Ressu, Hans Mattis-Teutsch, Victor Brauner, Georges Braque, Joan Miró ș.a. Revista adoptă idei constructiviste, dar militează pentru integralism, pentru o sinteză a artelor în condițiile vieții moderne.
În pofida înclinațiilor constructiviste moștenite de la revista Punct, revista avea un caracter eclectic, deși nu la fel de eclectic ca al revistei Contimporanul.
Revista cuprindea, pe lângă texte literare, agendă și recenzii culturale. În timp ce primul număr prezintă manifestul integralismului, iar al doilea număr e centrat pe Constantin Brâncuși, numărul 12 al revistei e devotat în întregime futurismului italian.